# 大观 (年号)
大观（1107年—1110年）是宋徽宗赵佶的第三個年号。北宋使用这个年号共4年。

## 年號含義
取自《易经》，“大观在上，顺而巽，中正以观天下”。徽宗认为“大观在上，但美名也”。

## 改元
- 崇寧五年——七月十三日，有詔明年改元大觀。[2][3]
- 大觀四年——十一月三日，有詔明年改元政和。[4][5]

## 紀年對照表
| 大观 | 元年   | 二年   | 三年   | 四年   |
| ---- | ------ | ------ | ------ | ------ |
| 公元 | 1107年 | 1108年 | 1109年 | 1110年 |
| 干支 | 丁亥   | 戊子   | 己丑   | 庚寅   |

## 出生
- 四年：虞允文，南宋丞相、樞密使。

## 同期存在的其他政权年号
- 中國
  - 乾統（1101年－1110年）：遼朝—遼天祚帝耶律延禧之年號
  - 貞觀（1101年－1113年）：西夏—夏崇宗李乾順之年號
  - 文安（1105年－1108年）：大理—段正淳之年號
  - 日新（1109年）：大理—段正嚴之年號
  - 文治（1110年－1121年）：大理—段正嚴之年號
- 越南
  - 龍符元化（1101年－1109年）：李朝—李乾德之年號
  - 會祥大慶（1110年－1119年）：李朝—李乾德之年號
- 日本
  - 嘉承（1106年－1108年）：堀河天皇與鳥羽天皇之年号
  - 天仁（1108年－1110年）：鳥羽天皇之年号
  - 天永（1110年－1113年）：鳥羽天皇之年号

## 深入閱讀
- 李崇智. . 北京: 中華書局. 2004年12月. ISBN 7101025129.
- 鄧洪波. . 臺北: 國立臺灣大學東亞經典與文化研究計劃. 2005年3月  [2021-11-19]. ISBN 9789860005189. （原始内容 (pdf)存档于2007-08-25）.

| 前一年號： 崇宁 | 北宋年号 | 下一年號： 政和 |